# Kahlan (Yémen)
Kahlan a été l'une des principales fédérations tribales du Saba'a au Yémen ancien.

## Branches
- Banu Azd : Imran Bin Amr, Jafna bin Amr, Thalabah bin Amr, Haritha bin Amr
- Banu Hamdan (en) : Hashid et Bakil, Banu Yam (Al Murrah, 'Ujman), Banu Kathir, Banu Al-Mashrouki
- Lakhmides
- Tayy : Banu Muayiya, Banu Al-Sokon, Banu Al-Sakasek, Banu al-Harith
- Kindah (en)
- Autres : Banu Amela, Banu Judham, Sakasic, Banu Quda'a